# ABC Records
ABC Records — американский лейбл звукозаписи.
Был основан в Нью-Йорке в 1955 году. Тогда он назывался ABC-Paramount и был единственным лейблом компании Am-Par Record Corporation (которая, в свою очередь, принадлежала корпорации American Broadcasting-Paramount Theaters). В основном работал в жанрах поп-музыки, джаза, ритм-н-блюза, также выпускал разговорные записи. Впоследствии им был приобретён ряд других лейблов звукозаписи.
Лейбл был основан в ранний рок-н-ролльный период и очень успешно продавал свою музыку подростковой аудитории. Так, очень успешным и прибыльным стал для него певец Пол Анка. Анка подписал контракт с ABC-Raramount в 1957 году и в итоге издал на нём 16 попавших в чарты хитов и 10 альбомов. Кроме того, он писал песни для таких известных исполнителей, как Фрэнк Синатра (Анка — автор знаменитой песни «My Way») и Том Джонс («She’s a Lady»).
Среди других артистов, работавших на лейбле ABC-Paramount в конце 1950-х — начале 1960-х годов: группа Poni-Tails, Ллойд Прайс, Рей Чарльз, Клифф Ричард, Фэтс Домино, Би-Би Кинг.
В 1966 году у ABC-Raramount открылся блюзовый подлейбл, на котором работали такие исполнители, как Джимми Рид, Джонни Ли Хукер, Отис Спэнн, Джо Тёрнер, Эдди (Клинхед) Винсон, Ти-Боун Уолкер, Джимми Рашинг, Джимми Уизерспун, Чарльз Браун, Рой Браун, Брауни Макги, Сонни Терри.
В 1966 году лейбл ABC-Paramount был переименован просто в ABC Records.
Среди успешных артистов, работавших на лейбле в 1970-х годах, можно выделить группу Steely Dan.
В 1979 году лейбл ABC Records был продан корпорации MCA (Music Corporation of America) и вскоре как отдельная сущность существовать перестал, просто влился в состав лейбла MCA Records.

## Исполнители, выпускавшиеся на лейбле ABC Records и его подлейблах
| - Amazing Rhythm Aces - Paul Anka - Louis Armstrong - Kevin Ayers - Florence Ballard - Count Basie - Cliff Bennett and the Rebel Rousers (США/Канада) - Joe Bennett - Stephen Bishop - Art Blakey - Blood, Sweat & Tears - Bobby "Blue" Bland - The Brass Ring - Charles Brown - Roy Brown - Jimmy Buffett - Solomon Burke - Shirley Collie - Carl Carlton - Betty Carter - Ray Charles - Kvitka Cisyk - Roy Clark - Ornette Coleman - John Coltrane - Billy "Crash" Craddock - Jim Croce - Crosby and Nash - Crowfoot - The Crusaders - Danny & the Juniors - James Darren - Billy Davis, Jr. - The Dells - Fats Domino - Bo Donaldson and the Heywoods - The Dramatics - The Dubs - The Elegants - Lu Elliott - Mario Escudero - Freddy Fender - Mickie Finn's - The Floaters - Frank Fontaine - Four Tops - Ferrante & Teicher - The 5th Dimension | - Gabriel - Genesis (США/Канада) - Eydie Gormé - The Grass Roots - George Hamilton IV - Bobby Hammack - Christian Harmonizers - Richard Harris (США/Канада) - Coleman Hawkins - Isaac Hayes - Roy Head - Hello People - Levon Helm - Lawrence Hilton-Jacobs - Eddie Holman - John Lee Hooker - Фредди Хаббард - James Gang - The Impressions - Johnny Kidd and the Pirates (США/Канада) - B. B. King - Kracker - Frankie Laine - Julius La Rosa - Yusef Lateef - Steve Lawrence - J B Loyd - Eddie Lund - Barbara Mandrell - The Mamas and The Papas - Barry Mann - Shelly Manne - Guy Marks - The Marvelows - Marilyn McCoo - Brownie McGhee - Barry McGuire - Mighty Clouds of Joy - Charles Mingus - The O'Kaysions - The Oak Ridge Boys - Pavlov's Dog - Paxton Brothers - Poco - The Pointer Sisters - The Poni-Tails | - Lloyd Price - Rare Bird - Jimmy Reed - Emitt Rhodes - Cliff Richard (US/Canada) - Howard Roberts (Impulse!) - Tommy Roe - Sonny Rollins - Royal Teens - Rufus featuring Chaka Khan - Jimmy Rushing - John Wesley Ryles - Sabicas - Soupy Sales - The Sapphires - Bobby Scott - Jack Scott - Shirley Scott - Archie Shepp - Beverly Sills - Smith (featuring Gayle McCormick) - Soft Machine (Probe/ABC) - Otis Spann - Dusty Springfield (США/Канада) - Joe Stampley - Steely Dan - Steppenwolf - Stepson - Sonny Terry - B. J. Thomas - Three Dog Night - Joe Turner - Eddie Vinson - Bobby Vinton - T-Bone Walker - Joe Walsh - Wha-Koo - Josh White - Chico Williams - Lenny Williams - Jimmy Witherspoon - O. V. Wright - The Ziontones |

## Подлейблы
- Addison Records
- Anchor Records
- Apt Records
- Back Beat Records
- Bigtop Records
- Bluesway Records
- Blue Thumb Records
- Boom Records
- Buluu Dunhill Records
- Chancellor Records
- Cimarron Records
- Command Records
- Colonial Records
- Dot Records
- Dunhill Records
- Duke Records
- Equinox Records
- Fargo Records
- Grand Award Records
- GTO Records
- Hickory Records
- Hot Buttered Soul Records
- Hunt Records
- Impulse! Records
- Jerden Records
- LHI Records
- Montel Records
- Myrrh Records
- Oliver Records
- Passport Records
- Peacock Records
- Probe Records
- Senate Records
- Shelter Records
- Sire Records
- Song Bird Records
- Tangerine Records
- 20th Century Fox Records
- Westminster Records
- Wren Records